# Carpias stylodactylus
Carpias stylodactylus là một loài chân đều trong họ Janiridae. Loài này được Nobili miêu tả khoa học năm 1906.